# Johannes Helmrath

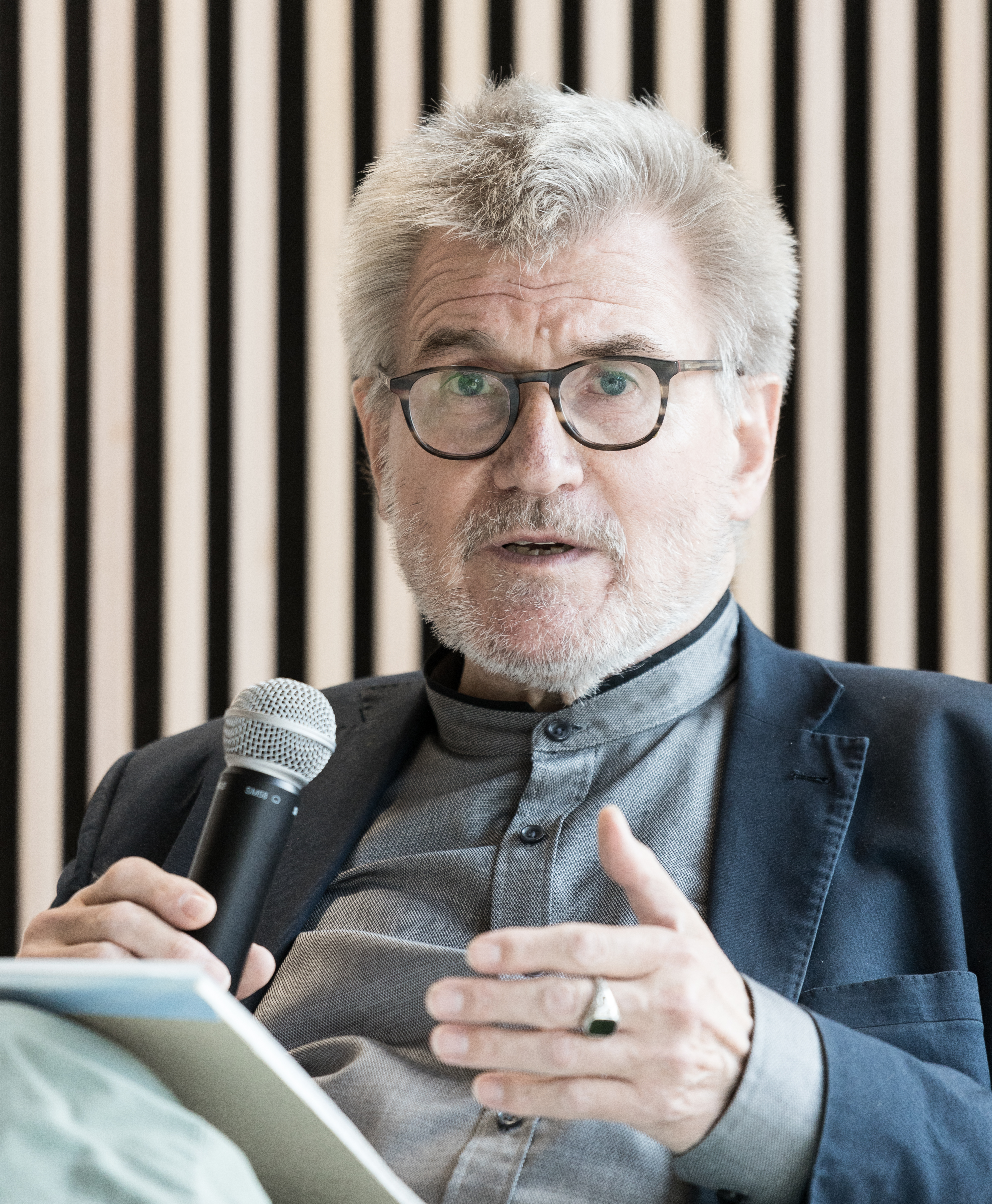
Johannes Helmrath (2022)

Johannes Helmrath (* 20. Juli 1953 in Köln) ist ein deutscher Historiker der mittelalterlichen Geschichte. Von 1997 bis 2021 lehrte er als Professor für mittelalterliche Geschichte mit besonderer Berücksichtigung des Spätmittelalters an der Humboldt-Universität zu Berlin.

## Leben und Wirken
Der Sohn des gleichnamigen Direktors am Kaiser-Karls-Gymnasium in Aachen machte 1972 das Abitur an der Schule seines Vaters. Nach Absolvierung des Wehrdienstes studierte Helmrath in der Zeit von 1973 bis 1980 die Fächer Geschichte, Philosophie und Lateinische Philologie an den Universitäten Aachen, Toulouse, Paris, Bonn und Köln. Er wurde 1984 in Köln bei Erich Meuthen über das Basler Konzil promoviert. Die Arbeit wurde 1990 mit dem Giovanni Domenico Mansi-Preis der Gesellschaft für Konziliengeschichtsforschung ausgezeichnet. In seiner Kölner Zeit war er Mitherausgeber der Zeitschrift Geschichte in Köln (1978–1998). In den Jahren von 1988 bis 1997 war Helmrath als Mitarbeiter der Historischen Kommission bei der Bayerischen Akademie der Wissenschaften in Köln am Editionsunternehmen „Deutsche Reichstagsakten“ beteiligt. 1995 erfolgte ebenfalls in Köln seine Habilitation mit einer Arbeit über Reichstag und Rhetorik. Die Reden des Enea Silvio Piccolomini auf Reichstagen 1454/55. Für das Wintersemester 1995/96 war Helmrath als Lehrstuhlvertretung an der Humboldt-Universität in Berlin tätig. 1996/97 folgte eine Lehrtätigkeit an der Universität zu Köln. Einen Ruf der Universität Bielefeld lehnte Helmrath im März 1997 ab. Von April 1997 bis September 2021 war Helmrath als Nachfolger von Hartmut Boockmann Professor für mittelalterliche Geschichte mit besonderer Berücksichtigung des Spätmittelalters an der Humboldt-Universität zu Berlin. Seine Nachfolge auf dem Lehrstuhl trat Dorothea Weltecke zum Wintersemester 2021/22 an.
Seit 2004 ist Helmrath Mitglied des Pontificio Comitato di Scienze Storiche am Vatikan. Von 2011 bis 2016 war er Sprecher des 2012 verlängerten SFB „Transformationen der Antike“ und Teilprojektleiter des Projekts A04 „Historiographie des Humanismus: Soziale Praxis, Narrativität und historische Semantik“. Helmrath führt mit Thomas Woelki das von Erich Meuthen und Hermann Hallauer bearbeitete Editionswerk Acta Cusana. Quellen zur Lebensgeschichte des Nikolaus von Kues fort. Seither ist der zweite Band (2020) und die ersten drei Lieferungen des dritten Bandes erschienen, die bis 1461 reichen. Gemeinsam mit Heribert Müller veranstaltete er 2004 eine Herbsttagung des Konstanzer Arbeitskreises für mittelalterliche Geschichte auf der Insel Reichenau zu den Konzilien von Pisa (1409), Konstanz (1414–1418) und Basel (1431–1449). Erstmals befasste sich damit der Konstanzer Arbeitskreis in seiner sechzigjährigen Geschichte mit den kirchlichen Großversammlungen des beginnenden 15. Jahrhunderts.
Helmrath ist Gründungsdirektor des im Herbst 2019 mit 40 Studierenden und sechs Professuren eröffneten Instituts für Katholische Theologie an der Humboldt-Universität. Das Institut wurde auf Betreiben des römisch-katholischen Berliner Erzbischofs Heiner Koch im Zusammenwirken mit der rot-rot-grünen Regierung der Hauptstadt seit 2016 geplant und aufgebaut. Für seine Verdienste in diesem Zusammenhang wurde Helmrath im August 2020 mit der Humboldt-Universitäts-Medaille ausgezeichnet und im November 2021 zum Komtur des Gregoriusordens ernannt.

## Schriften (Auswahl)
Monographien
- Das Basler Konzil 1431–1449. Forschungsstand und Probleme (= Kölner historische Abhandlungen. Bd. 32). Böhlau, Köln u. a. 1987, ISBN 3-412-05785-1.

Herausgeberschaften
- mit Ursula Kocher, Andrea Sieber: Maximilians Welt. Kaiser Maximilian I. im Spannungsfeld zwischen Innovation und Tradition (= Berliner Mittelalter- und Frühneuzeitforschung. Bd. 22). V&R unipress, Göttingen 2018, ISBN 3-8471-0884-0.
- mit Heribert Müller: Die Konzilien von Pisa (1409), Konstanz (1414–1418) und Basel (1431–1449). Institution und Personen (= Vorträge und Forschungen. Bd. 67). Thorbecke, Stuttgart 2007, ISBN 978-3-7995-6867-8 (Digitalisat).
- mit Ulrich Muhlack, Gerrit Walther: Diffusion des Humanismus. Studien zur nationalen Geschichtsschreibung europäischer Humanisten. Wallstein-Verlag, Göttingen 2002, ISBN 3-89244-506-0.
- mit Heribert Müller, in Zusammenarbeit mit Helmut Wolff: Studien zum 15. Jahrhundert. Festschrift für Erich Meuthen. 2 Bände. Oldenbourg, München 1994, ISBN 3-486-56078-6.